# Torre do Atalaião
A Torre do Atalaião, também referida como Atalaia ou Torre de Vigia, localiza-se na atual freguesia da Sé e São Lourenço, na cidade e no Município de Portalegre, no Distrito de Portalegre, em Portugal.
Encontra-se em vias de classificação, tendo sido homologado como Imóvel de Interesse Público por Despacho de setembro 1985.

## História
Pouco se sabe sobre a sua origem, função e evolução histórico-arquitetónica. Pelos seus remanescentes depreende-se que remonte à Baixa Idade Média, acredita-se que contemporânea do castelo e muralhas góticas de Portalegre, possívelmente na passagem para o século XIV.
Foi objeto de uma reforma na época moderna, possivelmente à época da Guerra da Restauração, na passagem para o século XVIII, momento em que as defesas de Portalegre foram modernizadas e abaluartadas. Compreende-se que os trabalhos restringiram-se a uma atualização estratégica do conjunto, realçando-se a sua posição dominante pelo maior escarpamento da base.
Em 1996 registou-se o desmoronamento de um extenso troço da muralha a norte, sendo previsível que o mesmo venha a ocorrer a outras partes do imóvel, que carece de um estudo mais aprofundado, inclusive de um trabalho de limpeza e desobstrução do seu interior, assim como de prospecção arqueológica. Em 2009 encontrava-se ainda em precárias condições de conservação.

## Características
A torre, de planta quadrada regular, encontra-se no alto de uma colina a cerca de seiscentos metros acima do nível do mar, em posição dominante em relação à cidade. Foi construída sobre afloramentos rochosos usando alvenaria, na sua maior parte de granito, mas também de tijolos. Há vestígios de reboco exterior e de mata-cães nos ângulos da edificação. No interior do recinto podem ser observados três compartimentos, que se comunicam na área central, cujo pavimento apresenta afloramentos rochosos. Há vestígios de um adarve e podem ver-se várias lápides evocativas. Antes do desmoronamento de 1996 existiam 5 mata-cães e uma porta rectangular com a soleira a cerca de 1,5 metros do solo.